# Косякин, Виктор Васильевич
Виктор Васильевич Косякин (29 октября 1895 — 13 февраля 1958) — советский военный деятель, в 1943—1944 годах командующий Киевским военным округом, генерал-лейтенант (1942).

## Биография
В 1915 году мобилизован в Русскую императорскую армию. Воевал на Первой мировой войне, дослужился до старшего унтер-офицера. 
В Красной армии с 1918 года. Воевал на Гражданской войны в России на должностях командира пулемётного взвода, командира батальона, позже помощника командира и командира стрелкового полка. Участвовал в обороне Петрограда, в советско-польской войне на Западном фронте, в борьбе с бандитизмом в Донской области и на Северном Кавказе. В боях был ранен и контужен.
После войны служил в 192-м стрелковом полку 64-й стрелковой дивизии Западного фронта (с 1926 — Белорусский военный округ): с мая 1922 командир батальона, с декабря 1922 помощник командира полка по строевой части, с июля 1924 начальник дивизионной школы,  с октября 1925 командир полка. Тогда же дважды, в 1926 и в 1930 годах, окончил  Стрелково-тактические курсы усовершенствования комсостава РККА имени III Коминтерна «Выстрел».
С 1931 года служил начальником штаба 8-й стрелковой дивизии Белорусского ВО, с 1 июля 1936 года — командир этой стрелковой дивизии. 20 февраля 1939 года назначен командиром 28-й горнострелковой дивизии в Северо-Кавказском военном округе. 
С июня 1940 года до 9 августа 1941 года — начальник Стрелково-тактических курсов усовершенствования комсостава пехоты «Выстрел». Тогда же получил звание генерал-майора.
В начале Великой Отечественной войны служил на предыдущей должности, в августе переведён в аппарат Народного комиссариата обороны СССР, где занимался укомплектованием соединений и мобилизацией личного состава для Красной Армии. С февраля 1942 года являлся уполномоченным Ставки Верховного Главнокомандования в Сталинграде и одновременно командовал Сталинградской группой войск.
В июле 1943 года назначен командующим войсками Сталинградского военного округа, тогда же восстановленного после изгнания немецких войск из нижнего Поволжья. С октября 1943 по март 1944 года — командующий войсками Киевского военного округа. На этих постах руководил восстановлением военных объектов и подготовкой пополнений для действующей армии.
С марта 1944 по 1951 год был помощником и заместителем командующего войсками Киевского военного округа. С ноября 1951 года — помощник Главнокомандующего Группой советских оккупационных войск в Германии, а с сентября 1953 года — главный советник при начальнике Казарменной Народной полиции Германской Демократической Республики.
С февраля 1954 по июнь 1956 года находился в распоряжении Главного управления кадров МО СССР, а затем был назначен на должность заместителя начальника Главного управления кадров Министерства обороны СССР.
Награждён орденом Ленина (21.02.1945), тремя орденами Красного Знамени (в т.ч. 12.11.1943, 3.11.1944), орденом Красной Звезды, медалями.

## Воинские звания
- Комбриг (29.12.1935);
- Комдив (20.02.1939);
- Генерал-майор (4.06.1940);
- Генерал-лейтенант (22.01.1942)[2].